# Даниловское (Молоковский район)
Даниловское — деревня в Молоковском районе Тверской области.

## География
Находится в восточной части Тверской области на расстоянии приблизительно 16 км по прямой на юг от районного центра поселка Молоково.

## История
Деревня была отмечена еще на карте Менде (состояние местности на 1848 год). В 1859 году здесь (деревня Бежецкого уезда Тверской губернии) было учтено 28 дворов. До 2021 года входила в Обросовское сельское поселение до его упразднения.

## Население
Численность населения: 121 человек (1859 год), 8 (русские 100 %) в 2002 году, 9 в 2010.